# Тааль
Тааль (ісп. Tahal) — муніципалітет в Іспанії, у складі автономної спільноти Андалусія, у провінції Альмерія. Населення — 431 особа (2010).
Муніципалітет розташований на відстані близько 380 км на південь від Мадрида, 44 км на північ від Альмерії.
На території муніципалітету розташовані такі населені пункти: (дані про населення за 2010 рік)
- Лос-Арройос: 15 осіб
- Беніторафе: 36 осіб
- Кокон-дель-Пераль: 6 осіб
- Рамбла-дель-Маркес: 9 осіб
- Тааль: 365 осіб

## Демографія
Динаміка населення (INE ):